# Milborne Port
Milborne Port är en ort och civil parish i Storbritannien.   Den ligger i grevskapet Somerset och riksdelen England, i den södra delen av landet, 170 km väster om huvudstaden London. Milborne Port ligger 82 meter över havet och antalet invånare är 2 703.
Terrängen runt Milborne Port är huvudsakligen platt, men åt nordväst är den kuperad. Runt Milborne Port är det ganska tätbefolkat, med 100 invånare per kvadratkilometer. Närmaste större samhälle är Yeovil, 12,2 km väster om Milborne Port. Omgivningarna runt Milborne Port är en mosaik av jordbruksmark och naturlig växtlighet.